# Христо Джапунов
Христо М. Джапу̀нов е български обущар и изобретател на машина за обущарски клечки.

## Биография
Роден е през 1850 г. в Карлово. В продължение на осем години работи върху създаването на машина за обущарски клечки, която успява да изобрети през 1890 г. Нейният производствен капацитет е 4,5 kg клечки за обуща на час. Създава първата българска фабрика за кондурджийски клечки „Надежда“ в Карлово. Работи с още двама наети работници, но не успява да постигне очакваните финансови резултати и през 1908 г. умира в бедност.

## Отличия
За изобретението си получава:
- Златен медал на Пловдивското изложение през 1892 г.
- Бронзов медал на Международното изложение в Анверс през 1894 г.